# Aspidoscelis marmoratus
Aspidoscelis marmoratus (мармуровий батогохвіст) — вид ящірок родини теїдових (Teiidae). Мешкає в США і Мексиці.

## Підвиди
Виділяють два підвиди:
- Aspidoscelis marmoratus marmoratus (Baird & Girard, 1852);
- Aspidoscelis marmoratus reticuloriens (Hendricks & Dixon, 1986.

## Поширення і екологія
Мармурові батогохвости мешкають на південному заході Нью-Мексико і на півдні Техасу, а також в штатах Коауїла, Чіуауа і Дуранго на півночі Мексики. Вони живуть у напівпустельних луках та на узліссях. Живляться комахами, відкладають яйця.